# یواس‌اس رندولف (سی‌وی-۱۵)
یواس‌اس رندولف (سی‌وی-۱۵) (به انگلیسی: USS Randolph (CV-15)) یک کشتی بود که طول آن As built:
۸۸۸ فوت (۲۷۱ متر) overall بود. این کشتی در سال ۱۹۴۴ ساخته شده.